# Sensai Nagayo

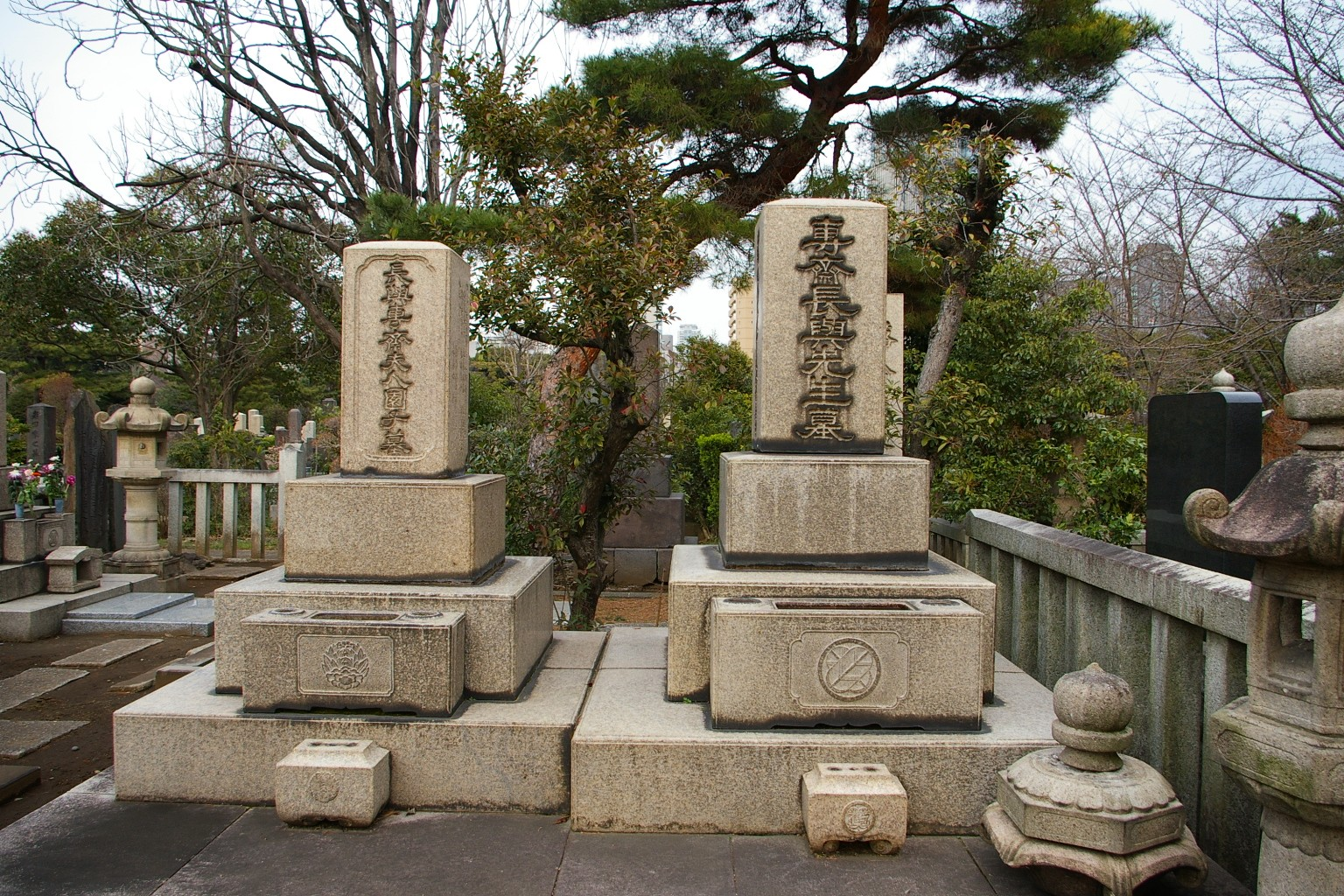
専斎長與先生墓
Tombe de Sensai Nagayo

Sensai Nagayo (16 octobre 1838 - 8 septembre 1902) est un médecin et homme politique japonais de l'ère Meiji.

## Biographie
Sensai Nagayo naît dans une famille de médecins traditionnels du han d'Ōmura, dans l'ancienne province de Hizen (aujourd'hui préfecture de Nagasaki). Il étudie le rangaku auprès d'Ogata Kōan à Ōsaka. Plus tard, il fonde  à Nagasaki un établissement d'enseignement médical où il combine les pratiques occidentale et orientale avec l'aide du médecin néerlandais J. L. C. Pompe van Meerdervoort.
Après la restauration de Meiji, Nagayo est choisi en 1871 afin d'accompagner la mission Iwakura dans son voyage autour du monde, ce qui le conduira aux États-Unis et en Europe. Il est particulièrement impressionné par ce qu'il découvre des pratiques médicales modernes en Allemagne et aux Pays-Bas. De retour au Japon, il crée le Bureau des Affaires Médicales, qui deviendra plus tard le Ministère de la Santé, du Travail et des Affaires sociales. Cette nouvelle institution dépend tout d'abord du Ministère de l'Éducation, et plus tard du Ministère de l'Intérieur. Il fait également promulguer une loi sur la vaccination et une législation médicale complète.
Nagayo est ensuite au service du Genrōin avant d'être nommé à la Chambre des Pairs de la Diète du Japon. Il est anobli au rang de danshaku (baron) du système de noblesse du kazoku. Enfin, il fonde un hôpital pour les patients tuberculeux près de la plage de Yuigahama (en), à Kamakura (dans la préfecture de Kanagawa) et vante les bienfaits de Kamakura en tant que station thermale pour son air marin pur.
Décédé en 1902, sa tombe se trouve au cimetière Aoyama à Tokyo.